# أوسترورابتور
أوسترورابتور (بالإنجليزية: Austroraptor)‏ هو جنس من الديناصورات وحشيات الأرجل التابعة لعائلة الدرومايوصوريات، عاش خلال عصري الكامباني والماستريختي من فترة الطباشيري المتأخر في ما يُعرف اليوم بالأرجنتين.
كان أوسترورابتور ديناصورًا كبير الحجم، متوسط البنية، يعيش على الأرض، ويتحرك على قدمين، ويأكل اللحوم. بلغ طوله حوالي 5-6 أمتار (16-20 قدمًا) ووزنه يصل إلى 300-520 كيلوجرامًا (660-1,150 رطلاً). يُعد واحدًا من أكبر الدرومايوصوريات المعروفة، حيث يقترب منه أو يتجاوزه في الطول فقط ديناصورات مثل أخيلوباتور وداكوتارابتور ويوتاه رابتور.

## وصلات خارجية
- Known pieces from Austroraptor.